# Maurice Goldhaber
Maurice Goldhaber (18 de abril de 1911-11 de mayo de 2011) fue un físico estadounidense, que en 1957 (con Lee Grodzins y Andrew Sunyar) estableció que los neutrinos tienen helicidad negativa.

## Investigación
Goldhaber nació en Lemberg, en el Imperio austrohúngaro. En 1934, trabajando en el Laboratorio Cavendish en Cambridge, Inglaterra, él y James Chadwick, a través de lo que llamaron el efecto nuclear foto eléctrico, estableció que el neutrón tiene una gran masa suficiente sobre el decaimiento de protones. En los años 1940 con su esposa Gertrude Scharff-Goldhaber, estableció que las partículas beta eran idénticas a los electrones. Con Edward Teller, propuso que el llamado "gigante dipolo resonancia nuclear" se debía a los neutrones en un núcleo que vibra como un grupo contra los protones como un grupo (Modelo Goldhaber-Teller).
Hizo una conocido apuesta con Hartland Snyder en 1955 que unos antiprotones no podría existir, cuando él perdió la apuesta, se especuló que la razón de lucha contra la cuestión no parece ser abundante en el universo es que antes del Big Bang, una sola partícula, el "universon" que existía entonces en degradado "cosmon" y "anti-cosmon", y que el cosmon posteriormente degradado para producir el cosmos conocido. En la década de 1950 también se especuló que todos los fermiones, como los electrones, protones y neutrones son "duplicados", es decir que cada uno está asociado con un similar de partículas más pesadas. También especuló que, en lo que se conoce como Modelo Goldhaber-Christie, los llamados partículas extrañas fueron compuestos de sólo 3 partículas fundamentales. Fue Director del Brookhaven National Laboratory de 1961 a 1973.
Entre sus muchos otros premios, ganó la Medalla Nacional de Ciencia de Estados Unidos en 1985, el Premio Wolf en 1991, el Premio Memorial J. Robert Oppenheimer en 1992, y el Premio Enrico Fermi en 1998.
El hermano de Maurice Goldhaber Gerson Goldhaber es un profesor de física en Berkeley; su hijo Alfred Scharff Goldhaber es profesor de física en SUNY Stony Brook, su nieto (hijo de Alfred) David Goldhaber-Gordon es profesor de física en Stanford.